# 仙台青葉学院短期大学
仙台青葉学院短期大学（せんだいせいようがくいんたんきだいがく、英語: Sendai Seiyo Gakuin College）は、宮城県仙台市若林区五橋三丁目5番75号に本部を置く私立短期大学である。1981年に仙台スクールオブビジネスとして創立され、2009年に短期大学として開学した。略称は青葉短大。

## 概観

### 大学概要
- 宮城県仙台市若林区、太白区[注 1]、青葉区に其々所在する日本の私立短期大学で、設置主体は学校法人北杜学園。2学科体制で2009年（平成21年）に開学した[1]。
- 仙台駅の南の連坊小路・東七番丁近くに本部のキャンパスがあり、周囲は高層マンション・商店街・オフィスビルなど。初代学長は学校法人理事・東北大学医学部名誉教授でもある藤村重文。学生総数は1574人[注 2]。

### 建学の精神（校訓・理念・学是）[3]
- 仙台青葉学院短期大学における建学の精神。
  - 豊かな人間性を育てる教養教育
  - 良好な人間関係を築く対人教育
  - 地域社会に貢献しうる実学教育

### 教育および研究
- 仙台青葉学院短期大学に設置されている学科としてまずビジネスキャリア学科がある。これは、「オフィスワーク」・「メディカル」・「販売サービス」・「観光・ホテル」・「国際コミュニケーション」の各モデルが設定されており、それぞれから科目を任意に選択履修していくといういわゆる「ビッフェ方式」となっている。ビジネスキャリア学科のように、ビッフェ方式の学科を置く短大は全国にいくつか存在するが、大抵は旧来あった複数の学科を統合・再編して新設するというパターンであるが、当短大では当初から設置というユニークな存在である。
- 看護学科は看護師を養成する課程であり、仙台赤十字病院や東北大学病院など宮城県内の主要病院やほか各種社会福祉施設での実習が取り入れられている[4]。
- こども学科は、幼稚園教員や保育士の育成、リハビリテーション学科は理学療法士・作業療法士を育成する[5]。
- 歯科衛生学科は、全国の短期大学でも珍しく男子学生の入学を受け入れており[注 3]、実際に歯科衛生士を目指す男子学生が在籍している。

### 学風および特色
- 仙台青葉学院短期大学の学名となっている「青葉」は青葉城の「青葉」のように生き生きと、そして「せいよう」という悠然たる響きが象徴する学びのフィールドで、伸びやかに成長してほしいという願いがこめて命名された[3]。

## 沿革

### 略歴[注 4]
- 1981年 学校法人北杜学園が創設され、それと同時に仙台市五橋1-7-18において[6]仙台スクールオブビジネスが開校する[7]。
- この間の沿革については学校法人北杜学園を参照。
- 2008年
  - 10月31日 左記を以て文部科学省より短期大学の設置が認可される[8]。
- 2009年
  - 4月1日 仙台青葉学院短期大学が以下の学科体制にて開学[9]。
    - 看護学科[注 5]　
    - キャリアデザイン学科[注 6]
- 2012年 キャリアデザイン学科をビジネスキャリア学科に改称[10]。
- 2013年
  - 4月1日 左記を以て以下の学科を増設する[11]。
    - こども学科[注 7][注 8]。、
    - リハビリテーション学科[注 9]
      - 理学療法学専攻　
        - 昼間主コース[注 10][注 11]
        - 夜間主コース[注 12]

      - 作業療法学専攻[注 13]
- 2014年
  - 4月1日 左記を以て以下の学科を増設する[14]。
    - 歯科衛生学科[注 14]
- 2015年
  - 4月1日 左記を以て以下の学科を増設する[16]。
    - 栄養学科[注 15]
- 2016年
  - 4月1日 左記を以て以下の学科を増設する[18]。
    - 観光ビジネス学科[注 16]
- 2019年
  - 4月1日 左記を以て以下の学科を増設する。
    - 現代英語学科[20][注 17]
- 2021年
  - 4月1日 左記を以て以下の学科を増設する。
    - 言語聴覚学科[23][注 18][注 19]
- 2023年
  - 4月1日 左記を以て以下の学科を増設する。
    - 救急救命学科

  - 同 看護学科及びリハビリテーション学科各専攻の学生募集を最終とする[25][注 20]。

## 基礎データ

### キャンパス

#### 五橋キャンパス
- 所在地：宮城県仙台市若林区五橋3-5-75（看護学科、子ども学科）

#### 長町キャンパス
- 所在地：宮城県仙台市太白区長町4-3-55（リハビリテーション学科）

#### 中央キャンパス
- 所在地：宮城県仙台市青葉区中央4-5-3（現代英語学科、言語聴覚学科、歯科衛生学科、栄養学科）

#### 中央キャンパス第2
- 所在地：宮城県仙台市青葉区中央4-9-30（ビジネスキャリア学科、観光ビジネス学科、救急救命学科）

### 象徴
- 人の形をデザイン化したものを用いている。

## 教育および研究

### 組織

#### 学科
- 看護学科[注 21][注釈 1]
- ビジネスキャリア学科
- こども学科
- リハビリテーション学科[注釈 1]
  - 理学療法学専攻[注 22][注釈 1]
    - 昼間主コース[注釈 2]
    - 夜間主コース[注 23]

  - 作業療法学専攻[注 24][注釈 1]
- 歯科衛生学科
- 栄養学科
- 観光ビジネス学科
- 現代英語学科
- 言語聴覚学科
- 救急救命学科

#### 専攻科
- なし

#### 別科
- なし

##### 取得資格について
- 看護学科では、看護師受験資格が与えられるように設定されている[27]。
- こども学科では、幼稚園教諭二種免許状と保育士資格が付与される。
- リハビリテーション学科理学療法学専攻では、理学療法士国家試験受験資格、作業療法学専攻では作業療法士国家試験受験資格が付与される[5]。
- 歯科衛生学科では、歯科衛生士国家試験受験資格が与えられる。
- 栄養学科では、栄養士資格が与えられる。
- 言語聴覚学科では、言語聴覚士国家試験受験資格が与えられる。

### 研究
- 『研究紀要青葉 = College review of Sendai Seiyo Gakuin』[30]ほか。

## 学生生活

### 部活動・クラブ活動・サークル活動
- 仙台青葉学院短期大学のクラブ活動
  - 体育系：バスケットボール・ダンスほか
  - 文化系：英会話・軽音楽ほか

### 学園祭
- 仙台青葉学院短期大学の学園祭は「せいよう祭」と呼ばれ、2012年度は11月17日に行われた。アルコ&ピースや古賀シュウによるお笑いライブも行われた[31]。

## 大学関係者と組織

### 大学関係者一覧

#### 大学関係者
- 菅原良：本学教員。教育工学者
- 加藤勝行：本学教員。理学療法士

## 施設

### キャンパス

#### 五橋キャンパス
- 使用学科：ビジネスキャリア学科・看護学科・こども学科
- 使用専攻科：なし
- 交通アクセス：仙台市地下鉄南北線五橋駅
- 設備：キャンパスが置かれているビルは、かつて早稲田予備校仙台校の校舎であり、「仙台13時ビル」と呼ばれていた。のちに「北杜学園五橋校舎2号館」となり、現在は仙台青葉学院が使用している。

#### 長町キャンパス
- 使用学科：リハビリテーション学科
- 使用専攻科：なし
- 交通アクセス：仙台市地下鉄南北線長町駅

#### 中央キャンパス
- 使用学科：歯科衛生学科・栄養学科・観光ビジネス学科・現代英語学科・言語聴覚学科
- 使用専攻科：なし
- 交通アクセス：東日本旅客鉄道および仙台市地下鉄南北線仙台駅

## 対外関係

### 系列校
- 仙台医療福祉専門学校
- 仙台大原簿記情報公務員専門学校
- 仙台工科専門学校（2011年に仙台情報工科専門学校より改称）
- 仙台デザイン専門学校